# Rossella Bellusci
Pour les articles homonymes, voir Bellusci.
Rossella Bellusci (née en 1947 à San Lorenzo del Vallo, dans la province de Cosenza, en Calabre, dans le sud de l'Italie) est une photographe italienne. 

## Biographie
Après des études littéraires et philosophiques à Milan, Rossella Bellusci débute comme photographe dans une agence de presse milanaise. 
En 1978, un reportage photographique auprès des Indiens d'Amérique aux États-Unis remet en cause sa relation avec le réel. Elle abandonne le reportage.
En 1980, Rossella Bellusci produit son premier travail personnel avec la série "Autoportrait". 
Installée à Paris depuis 1981, elle poursuit ses recherches avec les séries "Nus d’Hommes" où la vision tourmentée du corps se transforme progressivement en une recherche sur la lumière.
En 1985, elle réalise la couverture du premier numéro de Vogue Hommes International : le corps vêtu est à la fois silhouette et texture, découpé et dessiné par la lumière aveuglante.
Ses recherches se poursuivent entre 1986 et 1988 avec trois séries de "Natures mortes" : d’abord composées à partir d’objets réels, les photographies sont bientôt construites à l’aide de matériaux élémentaires (fil de fer, matières plastiques). Les formes sont en trompe-l’œil : l’ombre porté prolonge la matière réelle. Le parcours de la lumière est alors perverti et semble aller contre lui-même.
En 1990, elle réalise la série des "Lignes-portraits" ; ce travail marque un changement drastique dans son parcours : la lumière est située frontalement et dirigée dans l’objectif. Par l’effet de l’éblouissement, la lumière évide le sujet et imprime sa trace ; elle est matière, et de consistance visuelle.
En 1992, elle est invitée par l’Ecole nationale supérieure des Beaux-Arts de Paris à former et diriger un atelier. 
En 1998 et 2003, elle est invitée par l'université Colgate à faire une conférence sur son travail à l’occasion de deux expositions personnelles à la Picker Art Gallery.
À partir de 1998, sa recherche se concentre sur la seule présence de la lumière. De cette confrontation directe naissent les séries "Lumières frontales" où l’éblouissement est l’objet même de la représentation : "Personnages dans la rue" (2001-2002), "Uomo sdoppiamento" (2005), "Passanti" (2007), "Uomo diafano" (2007), "Anonimo" (2007).
En 2010, elle participe à l’exposition du Centre national d'art et de culture Georges-Pompidou "elles@centrepompidou".